# Edward Albert
Edward Laurence Albert (Los Angeles, 1951. február 20. – Malibu, 2006. szeptember 22.) Golden Globe-díjas amerikai színész.
Legnagyobb kritikai sikerét Goldie Hawn oldalán érte el A pillangók szabadok című 1972-es filmvígjáték-drámában. A szereppel elnyerte az év színész felfedezettjének járó Golden Globe-díjat, továbbá legjobb férfi főszereplő (zenés film vagy vígjáték) kategóriában is jelölték a díjra.
Egyéb filmjei közé tartozik A Midway-i csata (1976), A görög mágnás (1978), A félelem galaxisa (1981) és Az elátkozott ház (1982). Visszatérő televíziós szerepe volt a Falcon Crest című szappanoperában, de egyéb műsorokban is feltűnt, többnyire vendégszereplőként vagy szinkronszínészként.

## Fiatalkora és családja
Edward Laurence Albert néven született Los Angelesben, Eddie Albert (1906–2005) és Margo (1917–1985) színészek fiaként. Egy lánytestvére született, Maria Zucht. Középső nevét Laurence Olivier színészlegenda után kapta, aki a család barátja és Albert keresztapja volt.
Az Oxfordi Egyetem hallgatója lett, majd a Kaliforniai Egyetemen tanult pszichológiát.

## Pályafutása
A mozivásznon 14 évesen debütált, az Anthony Perkins főszereplésével készült The Fool Killer (1965) című amerikai polgárháborús filmdrámában. 1972-ben A pillangók szabadok című filmvígjáték-drámában Goldie Hawn partnereként egy vak ügyvédet alakított. A szerepért megkapta az év színész felfedezettjének járó Golden Globe-díjat, továbbá a legjobb férfi főszereplő (zenés film vagy vígjáték) kategóriában is jelölést szerzett.

## Magánélete és halála
Egy időben Kate Jackson színésznő szerelmi partnere volt. Később feleségül vette Katherine Woodville színésznőt, akitől egy lánya született, Thais Albert.
2006. szeptember 22-én, 55 évesen hunyt el Malibuban. Felesége elmondása alapján halála előtt 17 hónapon át tüdőrákkal küzdött, ennek ellenére gondját viselte édesapjának (akit 2005-ben veszített el).

## Filmográfia

### Film
| Év   | Magyar cím                     | Eredeti cím                                                       | Szerep                            | Magyar hang            |
| ---- | ------------------------------ | ----------------------------------------------------------------- | --------------------------------- | ---------------------- |
| 1965 |                                | The Fool Killer                                                   | George Mellish                    |                        |
| 1972 | A pillangók szabadok           | Butterflies Are Free                                              | Don Baker                         | Markovics Tamás        |
| 1973 |                                | 40 Carats                                                         | Peter Latham                      |                        |
| 1976 | A Midway-i csata               | Midway                                                            | Tom Garth hadnagy                 | Balázs Zoltán          |
| 1977 | A dominó-elv                   | The Domino Principle                                              | Ross Pine                         | Tahi Tóth László       |
| 1977 | Lila taxi                      | Un taxi mauve                                                     | Jerry Keen                        | Szakácsi Sándor        |
| 1977 | Lila taxi                      | Un taxi mauve                                                     | Jerry Keen                        | Rékasi Károly          |
| 1978 | A görög mágnás                 | The Greek Tycoon                                                  | Nico Tomasis                      | Tímár Andor            |
| 1978 |                                | The Squeeze                                                       | Jeff Olafsen                      |                        |
| 1980 | Az idő szorításában            | When Time Ran Out                                                 | Brian                             | Holl Nándor            |
| 1981 | A félelem galaxisa             | Galaxy of Terror                                                  | Cabren                            | Rékasi Károly          |
| 1982 | Lepke                          | Butterfly                                                         | Wash Gilespie                     | Zubornyák Zoltán       |
| 1982 |                                | A Time to Die                                                     | Michael Rogan                     |                        |
| 1982 | Az elátkozott ház              | The House Where Evil Dwells                                       | Ted Fletcher                      | Tarján Péter           |
| 1983 |                                | Veliki transport                                                  | Danny                             |                        |
| 1984 |                                | Ellie                                                             | Tom                               |                        |
| 1986 |                                | Getting Even                                                      | "Tag" Taggar                      |                        |
| 1987 |                                | Terminal Entry                                                    | Danny Jackson százados            |                        |
| 1987 | Gengszterakadémia              | The Underachievers                                                | Danny Warren                      |                        |
| 1988 |                                | Distortions                                                       | Jason Marks                       |                        |
| 1988 | Mentőakció                     | The Rescue                                                        | Merrill parancsnok                | Sinkovits-Vitay András |
| 1988 | Ökölharcos                     | Fist Fighter                                                      | Harry "Punchy" Moses              | Szakácsi Sándor        |
| 1988 | Ökölharcos                     | Fist Fighter                                                      | Harry "Punchy" Moses              | Hankó Attila           |
| 1988 | Ökölharcos                     | Fist Fighter                                                      | Harry "Punchy" Moses              | Sótonyi Gábor          |
| 1989 |                                | Mind Games                                                        | Dana Lund                         |                        |
| 1989 | A rejtélyes baleset            | Accidents                                                         | Eric Powers                       | Jakab Csaba            |
| 1989 | Gyémánthajsza                  | Wild Zone                                                         | Elias Lavara ezredes              |                        |
| 1990 |                                | Out of Sight, Out of Mind                                         | Kurt Williams                     |                        |
| 1992 |                                | The Ice Runner                                                    | Jeffrey West                      |                        |
| 1992 | Szökésben                      | Exiled in America                                                 | Filipe Soto                       | Rosta Sándor           |
| 1993 | Mindhalálig harcosok           | Shootfighter: Fight to the Death                                  | Mr. C                             | Jakab Csaba            |
| 1993 |                                | Fist Fighter 2                                                    | ismeretlen szerep                 |                        |
| 1993 |                                | Broken Trust                                                      | Peter Wyatt                       |                        |
| 1994 | Kemény menet                   | Drive Hard                                                        | kihallgató                        | Juhász Jácint          |
| 1994 | Az öreg hölgy és a testőr      | Guarding Tess                                                     | Barry Carlisle                    | Tarján Péter           |
| 1994 | Szexuális bűnök                | Sexual Malice                                                     | Richard                           | Hegedűs D. Géza        |
| 1994 | Halálos érintés                | Red Sun Rising                                                    | Decklin                           |                        |
| 1994 |                                | Demon Keeper                                                      | Remy Grilland                     |                        |
| 1995 |                                | Sorceress                                                         | Howard Reynolds                   |                        |
| 1996 |                                | Space Marines                                                     | Tom "Gray Wolf" Gray százados     |                        |
| 1996 | Titkos ügynökök klubja         | The Secret Agent Club                                             | Max Simpson                       | Koncz István           |
| 1996 | Kölyökzsaru                    | Kid Cop                                                           | Frank Rebbins                     |                        |
| 1997 |                                | Modern Rhapsody                                                   | a koreográfus                     |                        |
| 1998 |                                | The Face of Alexandre Dumas                                       | Athos                             |                        |
| 1999 |                                | Unbowed                                                           | amerikai hadsereg tisztje         |                        |
| 2000 |                                | Stage Ghost                                                       | Coburn amerikai helyettes marsall |                        |
| 2001 | A tűz markában                 | Ablaze                                                            | Phillips polgármester             |                        |
| 2001 | Mimic 2. – A második Júdás-faj | Mimic 2                                                           | sötétruhás járványügyi vezető     | Szalai Imre            |
| 2001 | Gyémántok, bűn, szerelem       | Night Class                                                       | Shelly                            |                        |
| 2001 | Mint macska az egérrel         | Extreme Honor                                                     | Richards szenátor                 |                        |
| 2003 |                                | A Light in the Forest                                             | King Otto / Ridgewell             |                        |
| 2004 | Megbánás nélkül                | No Regrets                                                        | Alex Wheeler                      |                        |
| 2004 | Munka és dicsőség              | The Work and the Glory                                            | Martin Harris                     | Koroknay Géza          |
| 2006 |                                | A-List                                                            | Alfred                            |                        |
| 2006 |                                | Sea of Fear                                                       | százados                          |                        |
| 2007 |                                | Fighting Words (posztumusz megjelenés)                            | Marc Neihauser                    |                        |
| 2008 |                                | Chinaman's Chance: America's Other Slaves (posztumusz megjelenés) | Charles                           |                        |
| 2008 |                                | Bullets & Butterflies (rövidfilm) (posztumusz megjelenés)         | Harry                             |                        |

### Televízió
| Év        | Magyar cím                     | Eredeti cím                            | Szerep                                   | Megjegyzések                               |
| --------- | ------------------------------ | -------------------------------------- | ---------------------------------------- | ------------------------------------------ |
| 1973      |                                | Orson Welles Great Mysteries           | fiatal szerencsejátékos                  | 1 epizód                                   |
| 1974      | Gyilkos méhek                  | Killer Bees                            | Edward Van Bohlen                        | tévéfilm                                   |
| 1974      | Kung Fu                        | Kung Fu                                | Johnny Kingsley McLean                   | 1 epizód                                   |
| 1974      |                                | Death Cruise                           | James Radney                             | tévéfilm                                   |
| 1975      |                                | The Rookies                            | Edward Milland                           | 1 epizód                                   |
| 1975      |                                | Medical Story                          | Thor Halverson                           | 1 epizód                                   |
| 1975–1976 |                                | Police Story                           | Clay Peters / Billy Bob                  | 2 epizód                                   |
| 1976      |                                | Ellery Queen                           | Lee Marx                                 | 1 epizód                                   |
| 1976      |                                | Origins of the Mafia                   | Sebastian                                | 1 epizód                                   |
| 1976      |                                | Gibbsville                             | John                                     | 1 epizód                                   |
| 1978      | Szerelemhajó                   | The Love Boat                          | Doug Warren                              | 1 epizód                                   |
| 1978      |                                | The Millionaire                        | Paul Mathews                             | tévéfilm                                   |
| 1979      |                                | Black Beauty                           | Lewis Barry                              | minisorozat (2 epizód)                     |
| 1979      |                                | Silent Victory: The Kitty O'Neil Story | Tom Buchanan                             | tévéfilm                                   |
| 1979      |                                | The Last Convertible                   | Ron Dalrymple                            | minisorozat (3 epizód)                     |
| 1981      |                                | Walking Tall                           | Clell Brewster                           | 1 epizód                                   |
| 1981      |                                | The Littlest Hobo                      | Joey Green                               | 1 epizód                                   |
| 1982      |                                | Today's F.B.I.                         | Carl                                     | 1 epizód                                   |
| 1982      | Meghökkentő mesék              | Tales of the Unexpected                | Sam                                      | 1 epizód                                   |
| 1983      |                                | Blood Feud                             | Phil Wharton                             | tévéfilm                                   |
| 1983–1984 |                                | The Yellow Rose                        | Quisto Champion                          | főszereplő (22 epizód)                     |
| 1984      | Gyilkos sorok                  | Murder, She Wrote                      | Tony Holiday                             | - 1 epizód - magyar hangja: - Stohl András |
| 1985      |                                | The Hitchhiker                         | Arthur Brown                             | 1 epizód                                   |
| 1986      |                                | Brothers                               | Tony Martin                              | 1 epizód                                   |
| 1986–1987 | Falcon Crest                   | Falcon Crest                           | Jeff Wainwright                          | visszatérő szerep (5-6. évad)              |
| 1987      |                                | Mickey Spillane's Mike Hammer          | Oliver Alden                             | 1 epizód                                   |
| 1987      |                                | Houston Knights                        | Lester Farnum                            | 1 epizód                                   |
| 1988      |                                | ABC Afterschool Special                | Bill Watson                              | 1 epizód                                   |
| 1987–1990 | A szépség és a szörnyeteg      | Beauty and the Beast                   | Elliot Burch                             | visszatérő szerep (11 epizód)              |
| 1991      |                                | Paradise                               | Robert Carroll                           | 1 epizód                                   |
| 1991      |                                | The Girl from Mars                     | Dan Puttman                              | tévéfilm                                   |
| 1991      |                                | Midnight Caller                        | Joran Pearl szenátor                     | 1 epizód                                   |
| 1992      | Halálbiztos állás              | Body Language                          | Charles Stella                           | tévéfilm                                   |
| 1992      | Bűnvadászok                    | Bodies of Evidence                     | Charlie Harper                           | 1 epizód                                   |
| 1992      |                                | Civil Wars                             | Miles Wachtel                            | 1 epizód                                   |
| 1992      | Drága testek                   | Silk Stalkings                         | Felix Bustamente / Tio Mendoza / Edgardo | 1 epizód                                   |
| 1993      | Star Trek: Deep Space Nine     | Star Trek: Deep Space Nine             | Zayra                                    | 1 epizód                                   |
| 1993      |                                | FBI: The Untold Stories                | Drew Dobson                              | 1 epizód                                   |
| 1993      |                                | L.A. Law                               | Warren McElroy                           | 1 epizód                                   |
| 1993      | Az éjszaka árnyai              | In the Heat of the Night               | Lamar Sloan                              | 1 epizód                                   |
| 1993      | Time Trax – Hajsza az időn át  | Time Trax                              | Frank Haskall                            | 1 epizód                                   |
| 1993      |                                | Dark Justice                           | Quin                                     | 1 epizód                                   |
| 1993      | Quinn doktornő                 | Dr. Quinn, Medicine Woman              | Dr. William Burke                        | 2 epizód                                   |
| 1994      | Fantasztikus Négyes            | Fantastic Four                         | Ezüst Utazó (hangja)                     | 1 epizód                                   |
| 1994      | Kincskommandó                  | Fortune Hunter                         | Dave Jarrett                             | 1 episode                                  |
| 1995      |                                | Hawkeye                                | Luc                                      | 1 episode                                  |
| 1996      | Pókember                       | Spider-Man                             | Fenegyerek (hangja)                      | 2 epizód                                   |
| 1996      | Walker, a texasi kopó          | Walker, Texas Ranger                   | Taylor Griffin                           | 1 epizód                                   |
| 1997      | Pszichozsaru                   | Profiler                               | Arthur DeRhodes                          | 1 epizód                                   |
| 1997      | Sentinel – Az őrszem           | The Sentinel                           | Dan Singleton                            | 1 epizód                                   |
| 1997      | Parti nyomozók                 | High Tide                              | Robert Janson                            | 1 epizód                                   |
| 1997      | A szellemirtók újabb kalandjai | Extreme Ghostbusters                   | seriff (hangja)                          | 2 epizód                                   |
| 1997      |                                | California                             | Ted McKay                                | próbaepizód, nem került adásba             |
| 1997-1999 |                                | Port Charles                           | Bennett Devlin                           | visszatérő szerep (76 epizód)              |
| 1998      |                                | Mike Hammer, Private Eye               | rablóvezér                               | 1 epizód                                   |
| 1998      |                                | Invasion America                       | Rafe (hangja)                            | 8 epizód                                   |
| 1998      | Sabrina, a tiniboszorkány      | Sabrina the Teenage Witch              | Dave "Diamond Dave" LaRouche             | 1 epizód                                   |
| 1999      | Nash Bridges – Trükkös hekus   | Nash Bridges                           | Charles Gandy                            | 1 epizód                                   |
| 1999      | A harc törvénye                | Martial Law                            | Bain rendőrfőnök-helyettes               | 1 epizód                                   |
| 1999      |                                | Chicken Soup for the Soul              | Joe                                      | 1 epizód                                   |
| 2000      |                                | Godzilla: The Series                   | Briggs (hangja)                          | 1 epizód                                   |
| 2001      |                                | Power Rangers Time Force               | Mr. Collins                              | főszereplő                                 |
| 2002      |                                | The Brothers García                    | Bobby Junior apja                        | 1 epizód                                   |
| 2003      | Kémcsajok                      | She Spies                              | Beck                                     | 1 epizód                                   |

## Díjak és jelölések
| Év   | Díj              | Kategória                                           | Jelölt mű                   | Eredmény | Ref.   |
| ---- | ---------------- | --------------------------------------------------- | --------------------------- | -------- | ------ |
| 1973 | Golden Globe-díj | az év színész felfedezettje                         | A pillangók szabadok (1972) | Elnyerte | [ 12 ] |
| 1973 | Golden Globe-díj | legjobb férfi főszereplő (zenés film vagy vígjáték) | A pillangók szabadok (1972) | Jelölve  | [ 12 ] |

## Fordítás
- Ez a szócikk részben vagy egészben  az   Edward Albert című angol Wikipédia-szócikk ezen változatának fordításán alapul.  Az eredeti cikk szerkesztőit annak laptörténete sorolja fel. Ez a jelzés csupán a megfogalmazás eredetét és a szerzői jogokat jelzi, nem szolgál a cikkben szereplő információk forrásmegjelöléseként.